# Котяча спритність

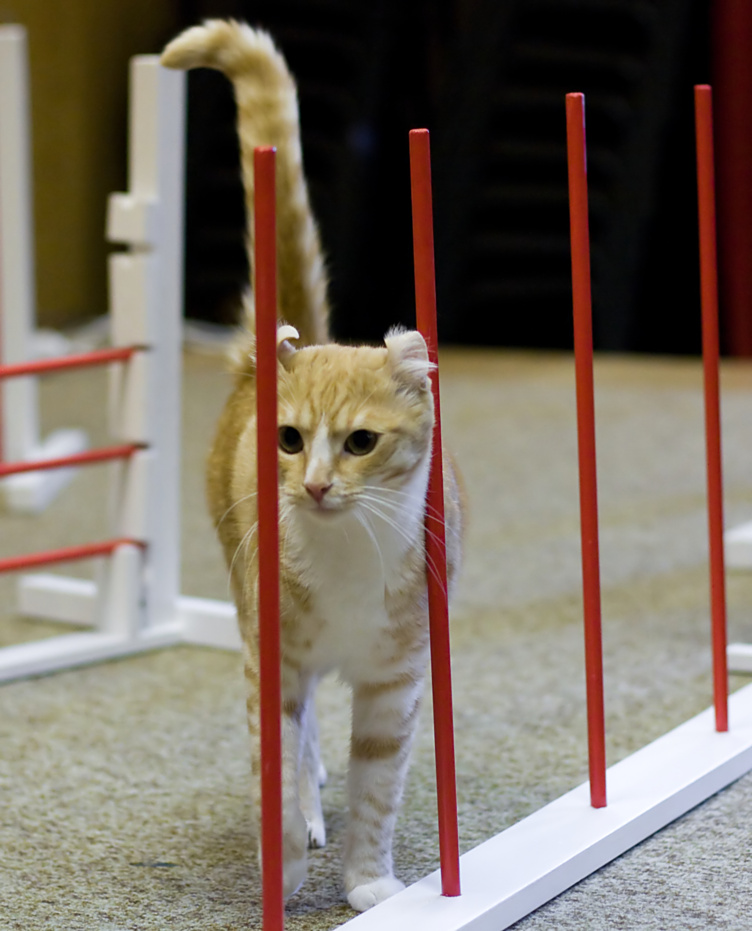
Американський керл виконує котячу спритність.

Котяча спритність (англ. Cat agility) — вид спорту, у якому навчених котів їх провідники ведуть через смугу перешкод.
Змагання зі спритності для котів, як і змагання з аджиліті для собак на подібну тематику, створені за зразком кінного спорту — конкуру. За правилами, коти повинні пройти дистанцію менш ніж за 270 секунд, долаючи кожну перешкоду встановленим чином. Можна використовувати такі приманки, як лазерні указки та іграшки на нитці, але ласощі заборонено. Перешкоди розташовані по колу і включають тунелі, сходинки та стовпи. Для типового змагання існує від шести до чотирнадцяти перешкод, і коти-переможці завершують дистанцію приблизно за десять секунд.
Перші відомі змагання з котячої спритності були проведені Вікі Шилдс і трьома друзями в Альбукерке, штат Нью-Мексико, у 2003 році. До кінця 2000-х років конкурси були популярними в усьому світі, приблизно 40 проводилися щороку у зв'язку з виставками котів. У США дві найбільші організації любителів котів, Асоціація любителів котів (CFA) і Міжнародна асоціація котів (TICA), проводять змагання з котячої спритності, які користуються неоднозначним успіхом і популярністю. CFA присудила свою першу національну перемогу в спритності в сезоні 2006-07, причому найкращим котом у змаганнях зі спритності стала Твайла Мунер з Гітаїлс Зендер, блакитна абіссінська самка. Твайла народилася 2005 року і брала участь у своєму першому змаганні зі спритності — і виграла — як п'ятимісячне кошеня, не маючи жодного попереднього тренування чи практики в бігу з перешкодами.